# Carlo Calenda
Carlo Calenda (ur. 9 kwietnia 1973 w Rzymie) – włoski polityk i menedżer, w latach 2016–2018 minister rozwoju gospodarczego, poseł do Parlamentu Europejskiego IX kadencji, senator.

## Życiorys
Syn ekonomisty Fabia Calendy i reżyserki Cristiny Comencini. Wnuk reżysera Luigiego Comenciniego. Z wykształcenia prawnik, specjalizował się w prawie międzynarodowym. Pracował w działach marketingu w Ferrari i telewizji Sky. W 2004 nowo wybrany prezydent Confindustrii Luca Cordero di Montezemolo powierzył mu stanowisko swojego pierwszego asystenta. Funkcję tę pełnił do 2008, po czym został dyrektorem generalnym przedsiębiorstwa Interporto Campano.
Był także koordynatorem politycznym think tanku Italia Futura. W 2013 bez powodzenia kandydował do parlamentu z ramienia Wyboru Obywatelskiego, który założył Mario Monti. W tym samym roku objął stanowisko wiceministra rozwoju gospodarczego w rządzie Enrica Letty, pozostał na nim również w utworzonym w 2014 gabinecie, na czele którego stanął Matteo Renzi. W 2015 odszedł z dotychczasowego ugrupowania, podejmując współpracę z Partią Demokratyczną.
W styczniu 2016 ogłoszono jego nominację na stałego przedstawiciela Włoch przy Unii Europejskiej. Decyzja ta spotkała się z publiczną krytyką m.in. środowisk dyplomatycznych, wskazujących na brak dostatecznego doświadczenia. Ostatecznie placówkę tę Carlo Calenda objął w marcu tegoż roku. Urzędował około półtora miesiąca. Powrócił do kraju w związku z nominacją na stanowisko ministra rozwoju gospodarczego w rządzie Matteo Renziego, które wcześniej zajmowała Federica Guidi. Funkcję tę objął 10 maja 2016. Utrzymał to stanowisko również w powołanym 12 grudnia 2016 gabinecie Paola Gentiloniego; funkcję ministra pełnił do 1 czerwca 2018.
W wyborach w 2019 z listy Partii Demokratycznej uzyskał mandat posła do Parlamentu Europejskiego IX kadencji. W tym samym roku założył nowe ugrupowanie pod nazwą Azione. W 2022 z ramienia koalicji ugrupowań centrowych został wybrany w skład Senatu.